# Alfred Schwarzschild
Alfred Schwarzschild (Francoforte sul Meno, 18 novembre 1874 – Londra, 19 agosto 1948) è stato un pittore e grafico tedesco.

## Biografia
Alfred Schwarzschild (in yiddish: אלפרעד שווארצשילד) era il secondo figlio di una famiglia agiata. Suo padre era Moses Martin Schwarzschild e sua madre Henriette Ottilie Sabel. Il fratello Karl Schwarzschild divenne un astronomo famoso e suo cugino Leopold Schwarzschild un sociologo e pubblicista. 
Già da bambino mostrò un talento per l'arte. Dal 1890 al 1892 studió con Anton Burger a Kronberg im Taunus, in seguito frequentó la Staatliche Akademie der Bildenden Künste Karlsruhe. Nel 1893 studiò  presso l'Akademie der Bildenden Künste München a Monaco di Baviera; dapprima con il professore Gabriel von Hackl e poi con Wilhelm von Diez. 
Alfred Schwarzschild abitava al tempo nel quartiere Maxvorstadt e condivideva il suo studio con Albert Weisgerber. 
Nel 1905 Alfred Schwarzschild partecipó alla IX mostra d'arte internazionale che ebbe luogo nel Glaspalast di Monaco di Baviera.  Dal 1905 al 1909 partecipó inoltre regolarmente alla Grande Mostra d'arte di Berlino.   
Durante la prima guerra mondiale fu osservatore di guerra. Nel 1924 sposò Theodora Luttner e ebbe tre figlie. 
Con la sua famiglia prese dimora a Monaco di Baviera ed aveva lo studio nel quartiere di Bogenhausen. Divenne il ritrattista preferito della borghesia monacense. Il suo stile andava dallo Jugendstil alla Neue Sachlichkeit. Con l'ascesa al potere dei nazionalsocialisti la sua vita artistica divenne sempre più difficile a causa della sua origina ebraica. 
Alfred Schwarzschild cercó di tenersi a galla con creazioni di cartoline souvenir. 
Creò una serie di cartoline con la tematica del Münchner Kindl o dell'Oktoberfest.
Spesso la figlia più giovane fungeva da modella.
Nel 1936 la famiglia fuggì in Inghilterra. Per breve tempo Alfred Schwarzschild fu internato sull'Isola di Man e trascorse in seguito il resto della sua vita a Londra dove morì nel 1948.

## Opere
- "Oktoberfest-Paar", 1928, Stadtmuseum München

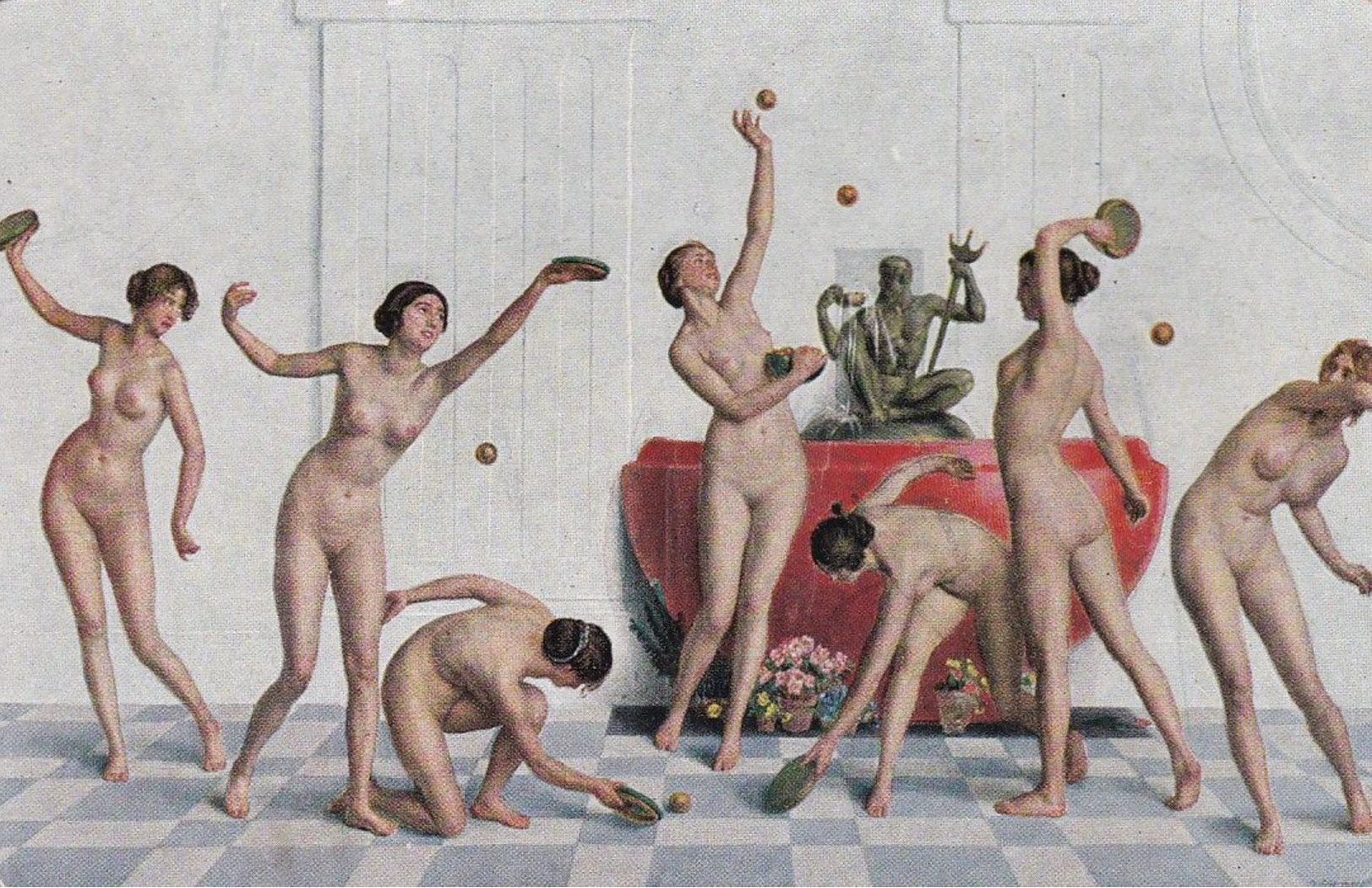